# Верещак Юрій Ігорович
Юрій Ігорович Верещак (нар. 4 квітня 1994, Самбір, Львів, Україна) — український футболіст, нападник.

## Життєпис
Футбол розпочав займатися в школі футбольного клубу «Карпати» (Львів). У 2012-2014 роках виступав за дубль «Карпат», зіграв 32 матчі і відзначився 2 голами, також грав за резервну команду в прем'єр-лізі Львівської області.
У 2014 році перейшов в естонський «Сантос», став кращим бомбардиром третього дивізіону чемпіонату Естонії з 43 забитими м'ячами, а його команда зайняла друге місце в турнірі і піднялася дивізіоном вище. Разом з командою стал фіналістом Кубку Естонії 2013/14, в тому числі виходив на поле в фінальному матчі.
З 2015 року виступав за літовський «Утеніс». Дебютний матч у чемпіонаті Литви зіграв 2 березня 2015 року проти «Жальгіріса», вийшов на заміну на 75-й хвилині замість Дарюса Казубовічюса. Після двох років виступу за «Утеніс» футболіст перейшов в інший клуб литовського вищого дивізіону — «Атлантас»], де головним тренером був російський спеціаліст Костянтин Сарсанія. 
9 лютого 2018 року підписав контракт з польським «Гурником» (Ленчна). У Першій лізі Польщі дебютував 9 вересня 2018 року в програному (0:1) виїзному поєдинку 21-о туру проти мелецької «Сталі». Юрій вийшов на поле в стартовому складі та відіграв увесь матч. У Першій лізі зіграв 7 матчів, а 1 липня 2018 року як вільний агент залишв «Гурник».